# Christian Schmitt (Radiojournalist)
Christian Schmitt (* 14. Februar 1982 in Heidelberg) ist ein deutscher Journalist und Koch. Er moderiert vorwiegend Radiosendungen beim Kinderprogramm des Westdeutschen Rundfunks und bei Deutschlandfunk Nova. Häufig ist er dort auch als Reporter zu hören. Er ist bekannt für seine Kochexperimente im Radio.

## Karriere
Schmitt ist in Neckargemünd aufgewachsen und besuchte dort bis zum Abitur 2001 das Gymnasium.
Zunächst studierte er an der Universität Heidelberg Politische Wissenschaften am Südasien-Institut und Soziologie. Nach dem Grundstudium wechselte er an die Universität Leipzig für das Studium der Diplomjournalistik. 2008 schloss er als Diplomjournalist ab. Im Rahmen des Studiums absolvierte er 2007 sein Volontariat beim Westdeutschen Rundfunk. Seitdem arbeitet er dort beim Kinderprogramm des Senders, das unter verschiedenen Namen sendete: Lilipuz, Kiraka und aktuell MausLive in WDR5 und im Digitalradio. Die Redaktion gehört zur Sendung mit der Maus.
2010 war er beim Aufbau des Radiosenders DRadio Wissen dabei, das heute als Deutschlandfunk Nova sendet. Er ist dort als Moderator und Reporter tätig.
Seit der Flüchtlingskrise 2015 engagiert sich Schmitt ehrenamtlich im Projekt „reFOODgees“, das Flüchtlinge in Berufe der Gastronomie bringen soll.
2021/2022 besuchte Schmitt die Horeca Academie in Den Haag. Dort absolvierte er die Kochausbildung zum Level Professional European Chef 1 (PEC).

## Preise
Für seine Arbeit hat Schmitt einige Preise gewonnen:
- 2009: Preis der Köhler Osbahr Stiftung für Kinderkonzert „Jedem Kind ein Instrument“ in Duisburg[1]
- 2011: WDR-Innovationspreis für das Radiofeature „Deutschland in Kleinanzeigen“ mit Martina Schulte[2]
- 2014: Deutscher Radiopreis für die deutsch-türkische Kindersendung Kelebek[3]
- 2017: Gastro-Gründerpreis für das Projekt „reFOODgees“[4]
- 2018: Goldener Columbus für beste Reportage „Oh wie nah ist Panama“, WDR5[5]
- 2019: Deutscher Radiopreis für bestes Nachrichten- und Informationsformat, „Update“ bei Deutschlandfunk Nova[6]